# Rumjana Kaiszewa
Rumjana Kaiszewa (bułg. Румяна Каишева; ur. 26 grudnia 1955) – bułgarska siatkarka, medalistka olimpijska.
Uczestniczka turnieju siatkarskiego podczas igrzysk olimpijskich w Moskwie. Wraz z drużyną narodową zdobyła brązowy medal olimpijski; Kaiszewa zagrała we wszystkich pięciu spotkaniach.
Kaiszewa jest również mistrzynią Europy z 1981 roku.